# 傑多 (紐約州)
傑多（英語：Jeddo）是位於美國紐約州奧爾良縣的非建制地區。

## 歷史
傑多的郵局於1848年設立，其後於1904年停運。

## 地理
傑多所處的海拔為高於海平面125米（即410英呎），而該地所採用的時區為UTC-5，即北美东部时区（EST）。同時該地設有夏令時間，為UTC-5調快一小時，即UTC-4（EDT）。